# Narlıq
Narlıq (ryska: Нарлык) är en ort i Azerbajdzjan.   Den ligger i distriktet Sabirabad Rayonu, i den centrala delen av landet, 140 km väster om huvudstaden Baku. Antalet invånare är 1 509.
Terrängen runt Narlıq är mycket platt. Runt Narlıq är det ganska tätbefolkat, med 80 invånare per kvadratkilometer.. Närmaste större samhälle är Saatlı, 13,5 km söder om Narlıq.
Trakten runt Narlıq består till största delen av jordbruksmark.